# Nemzetállam
A nemzetállam olyan államot jelent, amelynek népessége etnikai szempontból túlnyomórészt homogén. Ez olyan esetben jön létre, amikor egy állam határai egybeesnek a többséget alkotó nemzet etnikai határaival, vagy az ország határa azokon belül húzódik. A nemzetállamiság nem zárja ki a nemzeti kisebbségeknek a többségi nemzetiséghez viszonyított relatív alacsony számát, vagy kevés helyen lokálisan koncentrálódott meglétét.

## Létrejötte
A mai európai nemzetállamok nagy része a 18-19. században alakult ki, egyes országokban a nagyobb birodalmaktól való elszakadással, máshol a kisebb, addig önálló államok egyesítésével (Németország, Olaszország).
E törekvések hátterében érzelmi megfontolásokon túl az a felismerés állt, hogy a képviseleti, tanácskozó demokrácia és a polgári közigazgatás, mely intézmények közös eszményként lebegtek a 19. század Európájának értelmisége előtt, homogén nemzeti viszonyok között lehetnek csak igazán sikeresek
Azonban az etnikai alapon keletkezett államokban „automatikusan” létrejöttek a kisebbségek, aminek a kezelésére nem voltak (nincsenek?) elfogadott megoldások. A probléma gyökere, hogy az azonos nemzetiséghez tartozó csoportok nem feltétlenül élnek egy összefüggő területen. (Például: a Magyarországon a pilisi falvakban élő svábok), illetve az etnikai, és a katonailag védhető határok (folyók, hegygerincek) nem mindig esnek egybe. A kisebbségekhez való viszony problémája pedig az, hogy az egyazon népcsoportokhoz tartozó politikusok sem találják meg a közös hangot a közös fellépéshez, ezzel visszaélve és így emiatt a mindenkori nemzetállami politikai sakkhúzásoknak alanyai és elszenvedői.